# 월드 오브 워크래프트: 대격변
《월드 오브 워크래프트: 대격변》(World of Warcraft: Cataclysm)은 블리자드 엔터테인먼트의 MMORPG인 월드 오브 워크래프트의 세 번째 확장팩으로, 2009년에 열린 블리즈컨에서 리치왕의 분노의 다음 확장팩으로 발표되었다.
2010년 10월 12일 출시일 발표 직후 블리자드는 패치 4.0.1을 구현하였으며 여기에는 게임의 플레이 시스템의 정비를 포함하였다.

## 게임 소개
| “ | 호드와 얼라이언스가 노스렌드에 주력하고 있는 동안, 대지 정령계의 심원의 영지에는 고대 악마가 잠들어 있었습니다. 타락한 용의 위상 데스윙은 세상과 격리된 성역에 몸을 숨긴 채 아제로스를 상대로 벌인 지난 전투의 상처가 회복되기를 기다리며, 지상 세계를 오염시킨 필멸의 존재에 대한 적개심을 불태우고 있었습니다. 그리고 작열하는 불구덩이 속에서 세상을 다시 주무를 기회를 엿보고 있었던 것이죠. 머지않아 파괴자 데스윙은 아제로스로 돌아오고, 분노의 힘으로 심원의 영지를 뛰쳐나오며 세상을 가르고, 대륙 전역에 곪아 터진 상처를 남깁니다. 호드와 얼라이언스가 대격변의 소용돌이에 휘말리면서, 아제로스의 여러 왕국에서는 지각변동과 정령의 전쟁이 일어나며, 참상으로 상처 입고 부서진 세상을 보호하려는 영웅들이 부질없이 일어날 겁니다. 데스윙이 깨어나 일으킨 파괴의 소용돌이로 아제로스의 지형은 영원히 뒤바뀌고, 오랫동안 봉인된 비밀이 밝혀집니다. 플레이어들은 대격변으로 변화하여 새로운 모험의 기회로 가득 찬 칼림도어와 동부 왕국을 다시 경험할 수 있게 됩니다. | ” |

## 추가 사항
2009 블리즈컨에서 발표된 대격변의 주요 사항은 다음과 같다.
- 아제로스 대륙의 대규모 지형 변화
- 새로운 종족 '늑대인간'과 '고블린'추가
- 직업과 종족 조합의 추가
- 최고레벨이 80에서 85로 상향조정
- 새 보조 기술 '고고학'추가
- 길드 레벨 시스템 도입
- 다인승 나는 탈것의 추가 계획 있음
- 아제로스 전역에서 나는 탈것 사용 가능

### 지형 변화
대격변을 통해 아제로스는 다른 모습으로 변한다고 한다.
전체적인 분위기가 바뀌고, 하나의 지역이 둘로 나뉘거나, 기존의 지역 레벨과는 다르게 바뀌는 곳이 있다고 한다.

### 새로운 얼라이언스 종족: 늑대 인간
늑대인간은 이름만으로도 공포를 불러 일으키는 흉포한 늑대 야수이다.
늑대인간의 역사에 대한 이론은 다양하지만 이들의 기원은 아직 비밀에 싸여 있었다.
기록으로 보면 늑대인간은 칼림도어에 잠시 나타났던 것으로 보인다. 사실, 최근에 드러난 증거에
따르면 늑대인간의 진정한 기원은 나이트 엘프와 아득한 과거 칼림도어에 있었던 비밀스런
드루이드 집단과 연결고리가 있을 가능성도 있다. 하지만 사실을 증명하기엔 밝혀야 할 부분이 남아 있다.
동부 왕국에 모습을 드러낸 것으로 확인된 최초의 늑대인간은 대마법사 아루갈이 스컬지에
대항하는 무기로 늑대 야수들을 이용했던 3차 대전쟁으로 거슬러 올라간다.
하지만 곧 아루갈이 무기로 삼았던 그들이 아루갈을 거역했음에도, 늑대인간의 저주는
인간들 사이에 빠르게 퍼져 나갔고, 평범한 남자와 여자들이 탐욕스럽고 흉포한 생명체로 변형되었다.
아루갈은 늑대인간 다수를 자신의 후예로 삼았고 지금은 그림자송곳니 성채로 알려진
실버레인 남작의 예전 저택으로 퇴각했다. 그렇지만 늑대인간에게 내린 저주는 사라지지 않았다.
저주는 은빛소나무 숲 지역에 남아 있었고, 순식간에 전염병 수준에 이르게 되어
성벽 너머에 있는 전설 속 왕국 길니아스까지 마수를 뻗쳤다.
길니아스 시민은 저주의 손길에서 빠져나갈 희망조차 없다는 사실을 알게 되었다.
그들은 격리된 영토 안 깊숙이 은거하여 보루 밖에 숨어 있던 잔인한 존재들의 두려운 손아귀에서 살아남았다.
시간이 갈수록 난민이 된 길니아스 시민 사이에 긴장감이 고조되어, 궁지에 몰린 길니아스를
더 위태롭게 한 내란이 일어났다. 그럼에도 길니아스인들 사이에 희망의 끈을 놓지 않는 자들이
있었다. 다른 자들은 보루마저 무너지면 자신들의 인간성은 영원히 사라질 것이라 염려하며
거의 포기했지만, 많은 이들이 늑대인간의 저주를 풀 치료법이 어딘가 있을 거라고 믿었다.

### 새로운 호드 종족: 고블린
고블린 종족은 원래 케잔 섬에 살던 정글 트롤의 노예였다. 숨 막히게 뜨거운 카자로
산 광산에서 카자마이트 광석을 캐는 것이 그들의 일이었다. 이 신비한 광석은 정글 트롤의
부두교 의식에 쓰였는데, 날마다 광석과 접촉하는 고블린 노예들에게도 생각지 못한 영향을 주었다.
바로 고블린에게 깜짝 놀랄만한 지능과 교활함이 싹튼 것이다.
고블린들은 기계공학과 연금술로 강력한 장치를 은밀하게 개발하더니, 금세 트롤 통치자들을
몰아내고, 케잔을 자신의 국가로 선포했다. 고블린들이 노예로 갇혀서 강제 노동을 하며
반란을 꾀했던 지하 광산은 이제 언더마인으로 알려진 도시가 되었다.
섬의 심장부를 중심으로 수많은 통로, 석실, 용암굴이 얽히고설킨 이 지하 도시는
고블린의 복잡하고도 예측할 수 없는 정신세계를 잘 말해준다.
고블린은 타고난 탐욕을 바탕으로 금방 장사 수완을 발휘했다. 특히 머리 회전이 비상했던
고블린들은 1차 대전쟁의 난국을 이용하여 재미를 보면서 교역 군주로 부상했다.
이들은 엄청난 부를 축적했고, 케잔 섬은 고블린 무역의 중심 항구가 되었다.
2차 대전쟁 중에는 한 교역 군주가 조직적으로 호드를 지원했다. 호드의 패배와 함께 손해를
떠안게 된 교역 군주를 보며, 동료 고블린들은 어느 한 쪽에 소속되어 있지 않을 때
이익을 두 배로 남길 수 있음을 깨달았다.
3차 대전쟁이 끝날 무렵, 고블린은 이미 호드와 얼라이언스를 상대로 무기와 차량을 공급하며,
변칙적으로 양쪽을 지원하고 있었다. 하지만 언제까지나 이런 상황이 지속하리라는 법은 없으니...
최근 케잔 섬의 고블린은 얼라이언스에서 새로운 적을 발견했다. 얼라이언스와의 관계가
이익도 남지 않고 예측할 수도 없게 되자, 안전했던 중립 노선을 포기하는 교역 군주들이 나
오기에 이른다. 과거의 동맹 협정을 되살림으로써, 고블린은 뜨거운 환영을 받으며 호드 진영에 합류했다.

### 새로운 직업과 종족 조합
대격변에서는 새로운 종족-직업 조합이 추가된다.
| 배경색에 따른 구분법 |
| 직업 선택가능        |
| 직업 선택불가        |
| 대격변부터 선택가능  |

|             | 종족       | 종족        | 종족       | 종족       | 종족       | 종족            | 종족 | 종족   | 종족 | 종족   | 종족        | 종족         |
| 직업        | 얼라이언스 | 얼라이언스  | 얼라이언스 | 얼라이언스 | 얼라이언스 | 얼라이언스      | 호드 | 호드   | 호드 | 호드   | 호드        | 호드         |
| 직업        | 인간       | 나이트 엘프 | 노움       | 드워프     | 드레나이   | 늑대인간 (추가) | 트롤 | 타우렌 | 오크 | 언데드 | 블러드 엘프 | 고블린(추가) |
| ----------- | ---------- | ----------- | ---------- | ---------- | ---------- | --------------- | ---- | ------ | ---- | ------ | ----------- | ------------ |
| 드루이드    | 불가       | 가능        | 불가       | 불가       | 불가       | 가능            | 가능 | 가능   | 불가 | 불가   | 불가        | 불가         |
| 사냥꾼      | 가능       | 가능        | 불가       | 가능       | 가능       | 가능            | 가능 | 가능   | 가능 | 가능   | 가능        | 가능         |
| 마법사      | 가능       | 가능        | 가능       | 가능       | 가능       | 가능            | 가능 | 불가   | 가능 | 가능   | 가능        | 가능         |
| 성기사      | 가능       | 불가        | 불가       | 가능       | 가능       | 불가            | 불가 | 가능   | 불가 | 불가   | 가능        | 불가         |
| 사제        | 가능       | 가능        | 가능       | 가능       | 가능       | 가능            | 가능 | 가능   | 불가 | 가능   | 가능        | 가능         |
| 도적        | 가능       | 가능        | 가능       | 가능       | 불가       | 가능            | 가능 | 불가   | 가능 | 가능   | 가능        | 가능         |
| 주술사      | 불가       | 불가        | 불가       | 가능       | 가능       | 불가            | 가능 | 가능   | 가능 | 불가   | 불가        | 가능         |
| 흑마법사    | 가능       | 불가        | 가능       | 불가       | 불가       | 가능            | 불가 | 불가   | 가능 | 가능   | 가능        | 가능         |
| 전사        | 가능       | 가능        | 가능       | 가능       | 가능       | 가능            | 가능 | 가능   | 가능 | 가능   | 가능        | 가능         |
| 죽음의 기사 | 가능       | 가능        | 가능       | 가능       | 가능       | 가능            | 가능 | 가능   | 가능 | 가능   | 가능        | 가능         |

#### 얼라이언스
- 인간 : 사냥꾼 추가
- 드워프 : 마법사, 주술사 추가
- 나이트엘프 : 마법사 추가
- 노움 : 사제 추가
- 늑대인간 : 죽음의 기사, 드루이드, 사냥꾼, 마법사, 사제, 도적, 흑마법사, 전사

#### 호드
- 오크 : 마법사 추가
- 언데드 : 사냥꾼 추가
- 타우렌 : 성기사, 사제 추가
- 트롤 : 드루이드, 흑마법사 추가
- 블러드 엘프 : 전사 추가
- 고블린 : 죽음의 기사, 사냥꾼, 마법사, 사제, 도적, 주술사, 흑마법사, 전사

### 고고학
전문직업 고고학 추가
귀중한 유물을 발굴하고 희귀한 보상을 받을 수 있는 새로운 보조 기술,
고고학의 대가가 되어 보십시오.
고고학으로 발굴 가능한 유물들의 위치는 지도상에 표시되며, 그곳에서 발굴 스킬로 유물을 발굴할 수 있다.
유물들의 위치는 각 대륙마다 4개 구역씩이며, 이는 수시로 변경된다.

## 누설
대격변은 블리즈컨에서 발표가 있기 전, 한 사이트에서 전반적인 패치 내용이 공개되어 논란이 일었다. 당시 허무맹랑한 내용 탓에 루머로 치부되었던 그 글은, 블리즈컨이 열림과 동시에 사실임이 판명되었고, 기자들의 질문에 블리자드측은 '사원이 많아 비밀을 관리하기가 어려워 진 것은 사실이다' 며, 유출을 인정했다.

## 평가
| 평가 |        |
| --- | ------ |
| 통합 점수 통합사 점수 메타크리틱 90/100 [ 5 ] 평론 점수 평론사 점수 게임프로 [ 6 ] 게임스팟 8.5/10 [ 7 ] 게임스파이 9/10 IGN 9/10 [ 8 ] |        |
| 통합 점수 |        |
| 통합사 | 점수   |
| 메타크리틱 | 90/100 |
| 평론 점수 |        |
| 평론사 | 점수   |
| 게임프로 | [ 6 ]  |
| 게임스팟 | 8.5/10 |
| 게임스파이 | 9/10   |
| IGN | 9/10   |